# Dianthus setisquameus
Dianthus setisquameus là loài thực vật có hoa thuộc họ Cẩm chướng. Loài này được Hausskn. & Bornm. mô tả khoa học đầu tiên năm 1891.